# Mortier
Mortier (Mwèrtî en való) és un nucli del municipi belga de Blegny a la província de Lieja a la regió valona. Es troba a l'altiplà de Herve a una altitud de 207 m. Hi neix el riu de Mortier, un afluent del Berwijn.
Un primer esment escrit del poble va trobar-se en un document del rei Lluís IV d'Alemanya al 909 quan pertanyia al capítol de la Catedral d'Aquisgrà. El capítol mateix no podia aixecar un exèrcit, i va confiar la defensa a un procurador que va ser el comte de Dalhem, succeït el 1244 pel duc de Brabant. Des d'aleshores, el poble va seguir la sort de les Disset Províncies.
El 1661, després del Tractat de partició amb Castella queda un exclavament de la República de les Set Províncies Unides fins que al Tractat de Fontainebleau (1785) passà als Països Baixos austríacs durant el regne de Josep II del Sacre Imperi Romanogermànic.
Després del Tractat de Fontainebleau de 1814 passà al Regne Unit dels Països Baixos i el 1830 a Bèlgica. El 1977 va fusionar-se amb Blegny.

## Locs d'interès

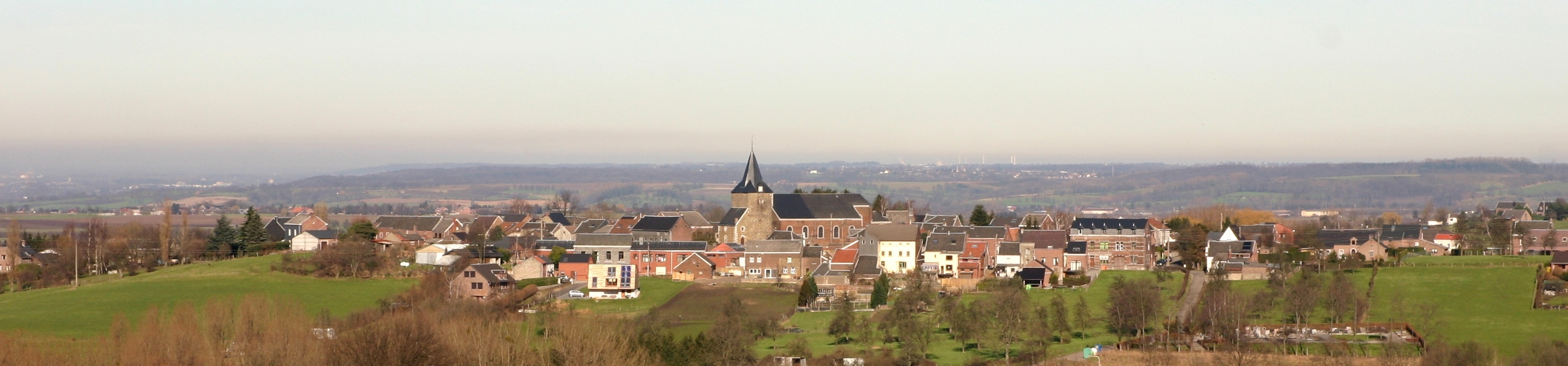
Vista panoràmica des del sud

- El castell de Cortils, de l'antic territori carolingi Cortile
- La capilla de Richelette
- L'església de Sant Pere
- El Museu de la forca i de la vida rural (Musée de la fourche Arxivat 2011-12-22 a Wayback Machine.)

- Monument als morts de la guerra
- Sepulcre de la família Dallemagne de Cortils
- Antiga cooperativa, actual bodega del poble
- La façana meridional de l'església de Pere apòstol
- Cos principal del castell De Cortils
- Masia i museu de la forca
- Vista del poble
- Plaça major i església

|}